# Friedrich Bernhard Engelhardt
Friedrich Bernhard Engelhardt (* 31. Januar 1768 in Cüstrin; † 9. Mai 1854 in Berlin) war ein preußischer Kartograph. Er wirkte als Baurat und Landbaudirektor in Ostpreußen.
| Personendaten    | Personendaten                  |
| ---------------- | ------------------------------ |
| NAME             | Engelhardt, Friedrich Bernhard |
| ALTERNATIVNAMEN  | Engelhardt, F. B.              |
| KURZBESCHREIBUNG | preußischer Kartograph         |
| GEBURTSDATUM     | 31. Januar 1768                |
| GEBURTSORT       | Cüstrin                        |
| STERBEDATUM      | 9. Mai 1854                    |
| STERBEORT        | Berlin                         |